# قاچاق انسان در بلغارستان
قاچاق انسان در بلغارستان (انگلیسی: Human trafficking in Bulgaria) به‌عنوان یک کشور ترانزیت و مقصد برای کار اجباری و فحشا برای زنان و کودکان و مردان می‌باشد است. زنان و کودکان بلغاری در داخل کشور، به ویژه در مناطق تفریحی و شهرهای مرزی، در معرض فحشاء اجباری قرار دارند. قربانیان همچنین به هلند، بلژیک، فرانسه، اتریش، آلمان، جمهوری چک، فنلاند، یونان، ایتالیا، اسپانیا، لهستان، سوئیس، ترکیه، قبرس و مقدونیه برای همین منظور برده می‌شوند و مورد فحشا اجباری قرار می‌گیرند. زنان و کودکان قومی حدود ۱۵ درصد از قربانیان قاچاق بلغاری را تشکیل می‌دهند. مردان، زنان و کودکان بلغاری در یونان، ایتالیا، اسپانیا و انگلستان تحت شرایط کار اجباری قرار می‌گیرند. برخی از کودکان بلغاری مجبور به گدایی خیابانی و سرقت کوچک در بلغارستان و همچنین در یونان و بریتانیا هستند.

## اقدامات دولت
دولت بلغارستان به‌طور کامل از حداقل استانداردهای حذف قاچاق تبعیت نمی‌کند. با این حال، تلاش‌های زیادی برای انجام این کار انجام می‌دهد. در سال ۲۰۰۹ بلغارستان بخش ۱۵۹ قانون جزائی را اصلاح کرد و حداقل مجازات برای جرایم قاچاق را، از یک سال زندان به دو سال افزایش داد. دولت همدستی مقامات دولتی در سطوح مختلف حکومت در قاچاق مواد مخدر را مورد بررسی داد، هرچند که این تلاشها برای محاکمه مقامات مشارکت کننده در قاچاق همچنان محدود ماند. بلغارستان حداکثر تلاش خود را برای کمک و حمایت از اکثر قربانیان قاچاق انجام داد، در عین حال دو قاچاقچی انسان که در طول سال مورد شناسایی قرار گرفتند، به خاطر جنایاتی که در نتیجه مستقیم قاچاق مرتکب شدند، مجازات شدند.

## موضع‌گیری‌ها
دفتر نظارت و مبارزه با قاچاق انسان در وزارت امور خارجه ایالات متحده آمریکا، بلغارستان را در سال ۲۰۱۷ در رده دوم "Tier 2" کشورهای (مبارزه با قاچاق انسان) قرار داده‌است.